# Associazione Calcio Riunite Messina 1972-1973
Questa voce raccoglie le informazioni riguardanti l'Associazione Calcio Riunite Messina nelle competizioni ufficiali della stagione 1972-1973.

## Rosa
| N. |                   | Ruolo | Calciatore           |
| -- | ----------------- | ----- | -------------------- |
|    | Italia (bandiera) | A     | Paolo Aragoncelli    |
|    | Italia (bandiera) | D     | Antonio Ballariano   |
|    | Italia (bandiera) | A     | Sante Calì           |
|    | Italia (bandiera) | D     | Bruno Caligiuri      |
|    | Italia (bandiera) | C     | Angelo Chirco        |
|    | Italia (bandiera) | P     | Sauro Cinelli        |
|    | Italia (bandiera) | C     | Giovanni Cioncolini  |
|    | Italia (bandiera) | C     | Vincenzo Crimi       |
|    | Italia (bandiera) | A     | Emanuele Curcio      |
|    | Italia (bandiera) | D     | Salvatore D'Agostino |
|    | Italia (bandiera) | A     | Guido De Maria       |
|    | Italia (bandiera) | A     | Claudio Di Giusto    |

| N. |                   | Ruolo | Calciatore          |
| -- | ----------------- | ----- | ------------------- |
|    | Italia (bandiera) | A     | Giorgio Ferrara     |
|    | Italia (bandiera) | D     | Salvatore Gentile   |
|    | Italia (bandiera) | D     | Luigino Giacomin    |
|    | Italia (bandiera) | D     | Costantino Lo Bosco |
|    | Italia (bandiera) | A     | Angelo Mammì        |
|    | Italia (bandiera) | D     | Ignazio Metallo     |
|    | Italia (bandiera) | P     | Giuseppe Nastasi    |
|    | Italia (bandiera) | C     | Pietro Pittofrati   |
|    | Italia (bandiera) | A     | Stellario Pizzi     |
|    | Italia (bandiera) | D     | Carlo Soldo         |
|    | Italia (bandiera) | C     | Antonio Tripepi     |
|    | Italia (bandiera) | A     | Mario Zimolo        |